# میدان نفتی شیبه
میدان نفتی شیبه، (به عربی: حقل الشيبة) از میادین نفتی عربستان سعودی است، که در منطقه ربع‌الخالی، در جنوب شرقی این کشور قرار دارد، همچنین در فاصله ۱۰ کیلومتری جنوب شهر ابوظبی، امارات متحده عربی مستقر می‌باشد.
میدان نفتی شیبه در سال ۱۹۹۸ کشف شد. میزان ذخیره درجای نفت خام این میدان بالغ بر ۱۴ میلیارد بشکه برآورد می‌شود. میدان شیبه همچنین دارای ذخیره درجای گاز طبیعی معادل ۲۵ تریلیون فوت مکعب می‌باشد. ظرفیت تولید میدان نفتی شیبه به‌طور میانگین معادل ۱ میلیون بشکه در روز اعلام شده است. میدان شیبه متعلق به شرکت سعودی آرامکو می‌باشد.